# 소코이 얼러요시
소코이 얼러요시(헝가리어: Szokolyi Alajos [ˈsokojɪ ˈɒlɒjoʃ], 슬로바키아어: Alojz Sokol, 1871년 6월 19일 ~ 1932년 9월 9일)는 슬로바키아계 헝가리인으로 헝가리의 육상 선수이다. 그는 아테네에서 열린 1896년 하계 올림픽에 참가했다.
소코이는 100m에 참가했다. 예선전에서는 12.75초를 기록, 2위로 결승에 진출했다. 소코이는 결승에서 12.6초 이내로 들어온 4명의 선수 중 한 명이었다. 심판들은 예선전에서 소코이를 꺾은 미국의 프랜시스 레인과 소코이가 동시에 결승선을 통과했다고 판단했다. 그리스의 알렉산드로스 칼코콘딜리스는 약간 뒤에 있었다고 판단했다. IOC에 의해서 소코이와 레인은 동반 동메달을 받게 되었다.
소코이는 세단뛰기 종목에 참가했으며 4위를 기록했다. 최고 기록은 11.26m였다.
110m 허들 종목에도 참가했다. 자료에 따라서 소코이가 2위를 했거나 3위를 했다고 말한다. 왜냐하면 소코이가 마지막 허들을 넘기 전까지는 2위였지만 마지막 허들을 넘을 때 허들에 걸려서 비틀거리는 사이에 프랑츠 레셸이 그를 추월하고 2위를 했기 때문이다.